# Liège-Bastogne-Liège 1958
La 44e édition de Liège-Bastogne-Liège a eu lieu le 27 avril 1958 et a été remportée par le Belge Alfred De Bruyne plus connu sous le nom de Fred De Bruyne qui signe sa deuxième victoire à la Doyenne. 
34 coureurs rejoignent l'arrivée.

## Classement
| n° | Coureur               | Équipe            | Temps           |
| -- | --------------------- | ----------------- | --------------- |
| 1  | Alfred De Bruyne      | Carpano           | 6 h 56 min 00 s |
| 2  | Jan Zagers            | Libertas-Dr. Mann | m.t.            |
| 3  | Joseph Theuns         | Groene Leeuw      | m.t.            |
| 4  | Alfons Van Den Brande | Libertas-Dr. Mann | m.t.            |
| 5  | Raymond Impanis       | Elvé-Peugeot      | à 40 s          |
| 6  | René Van Meenen       | Safe-Weinmann     | m.t.            |
| 7  | Marcel Ernzer         | Faema-Guerra      | m.t.            |
| 8  | Claude Colette        | Peugeot-BP        | à 42 s          |
| 9  | André Vlayen          | Ghigi-Coppi       | m.t.            |
| 10 | Rik Van Looy          | Faema-Guerra      | à 1 min 10 s    |